# Larix
Larix è un genere di conifere appartenenti alla famiglia delle Pinaceae. 
Vi appartengono i larici, con l'unica specie europea presente in Italia: Larix decidua Miller.
Nella flora spontanea italiana ed europea i larici sono le uniche conifere le cui foglie non sono persistenti (non sono sempreverdi e quindi cadono in autunno e inverno), anche se nel mondo esistono altri generi di gimnosperme a foglie caduche. 

## Descrizione
Il genere comprende alberi decidui con un'altezza che può raggiungere anche i 50-60 metri (Larix occidentalis).
Le foglie sono aghi brevi di colore verde tenue che, come nel genere Cedrus, sono raccolti in gruppi di 20-40 individui e portati su brachiblasti. La chioma è piramidale e rada, con rami portati orizzontalmente al tronco, anche se alcune specie li hanno caratteristicamente penduli. I fiori maschili (microsporofilli) sono conetti arancio-giallastri e cadono dopo l'impollinazione.
I fiori femminili (macrosporofilli) sono coni sferici rosa-violacei articolati in squame e brattee e portati sullo stesso ramo dei fiori maschili, anche se in strutture diverse (piante monoiche a sessi separati sullo stesso individuo). Dopo la maturazione, che dura un anno, lignificano (e in questa fase sono chiamati strobili o pigne) e permangono sulla pianta attaccati ai rami per parecchi anni dopo aver disperso i semi alati. I larici sono alberi dal portamento snello, dall'ampio e profondo apparato radicale e dalla corteccia rugosa finemente screpolata in placche irregolari. Il legno è bicolore, con durame rosa salmone e alburno bianco giallastro.
Il numero cromosomico è 2n = 24, simile a quello della maggior parte degli altri alberi della famiglia delle Pinaceae.

### Distribuzione e habitat
Il genere Larix è presente in tutte le zone temperato-fredde dell'emisfero boreale, dal Nordamerica alla Siberia settentrionale passando per Europa, Cina montuosa e Giappone. I larici sono importanti componenti delle foreste di Russia, Europa centrale, Stati Uniti e Canada. Richiedono un clima fresco e abbastanza umido e per questo motivo si trovano nelle montagne delle zone temperate, mentre nelle aree boreali vegetano anche nel piano. Al genere Larix appartengono gli alberi che si spingono più a nord di tutti arrivando a lambire, in Nordamerica e Siberia, la tundra e ghiacci polari. I larici sono specie ricolonizzatrici frugali, poco esigenti nei confronti del suolo e molto longevi. Vivono in foreste pure o miste, assieme ad altre conifere o più raramente latifoglie.
Sulle Alpi è diffuso il larice europeo o comune (Larix decidua Miller) che cresce spontaneo in alta quota.
Un'altra specie diffusa ma introdotta in Europa è il larice del Giappone (Larix kaempferi Sargent), utilizzato in selvicoltura perché resistente al fungo che causa il cancro del larice (Lachnellula willkommii). In Italia il larice europeo costituisce un relitto glaciale, essendo sceso verso sud durante le glaciazioni e poi risalito in altitudine sulle montagne invece che in latitudine durante il successivo periodo post-glaciale. Sulle Alpi, infatti, quest'albero predilige le alte quote, raggiungendo e superando i 2300 metri sopra il livello del mare. Essendo l'unica conifera dell'arco Alpino a foglie caduche, l'affermazione di questa specie richiede l'assenza di cormofite concorrenti, che costituirebbero un ostacolo all'approvvigionamento idrico e luminoso. I lariceti, infatti, sono la naturale evoluzione ecologica, nel loro ambiente, dei terreni da poco smossi a seguito di eventi perturbativi particolarmente intensi (disturbi). Per questo motivo, il larice è considerata specie pioniera e ricolonizzatrice nelle successioni ecologiche, anche se è possibile trovarla in boschi misti o puri stabili (le cosiddette "successioni bloccate").

## Sistematica
A seconda degli studi sono riconosciute 10 o 11 (15 a volte) specie, di cui una (L. czekanowskii) incerta.
In passato la lunghezza delle brattee dei coni era considerata un buon criterio per dividere i larici in due sezioni (sect. Larix con brattee corte e sect. Multiserialis con brattee lunghe), ma recenti indagini genetiche non supportano questa divisione evidenziando piuttosto una rilevanza geografica in gruppi del Nuovo Mondo e del Vecchio Mondo che assume valore tassonomico. La lunghezza delle brattee dei coni costituirebbe semplicemente un adattamento alle condizioni climatiche. I più recenti studi molecolari hanno proposto tre gruppi all'interno del genere, con una prima divisione in specie nordamericane e specie euroasiatiche ed una seconda suddivisione all'interno delle specie di Europa e Asia. Rimane ancora incerta la posizione sistematica di Larix sibirica. 
Di seguito l'elenco delle specie riconosciute attualmente a livello internazionale e suddivise secondo la più recente classificazione filogenetica:

### Specie Nord Americane
- Larix laricina (Du Roi) K. Koch - Originario del Nord America, detto Tamarack; larice diffusissimo nelle foreste del Nordamerica dall'Alaska a Terranova (Canada) e New England.
- Larix lyallii Parl. – Larice subalpino; vive in zone d'alta quota degli Stati Uniti d'America nordoccidentali e del Canada sudoccidentale.
- Larix occidentalis Nutt. – Larice occidentale o Larice del Pacifico; vive a quote più basse del precedente, raggiunge diametri e altezze considerevoli (fino a 65 m); si trova nel versante pacifico delle Montagne Rocciose e nella Catena delle Cascate dall'Oregon verso nord fino alla Columbia Britannica (Nord-ovest Pacifico).

### Specie Euroasiatiche

#### Specie Euroasiatiche settentrionali con brattee corte
- Larix decidua Mill. (syn. L. europaea D.C.) – Europa; il larice europeo, che presenta un ben definito areale con nuclei disgiunti sulle Alpi e in due piccole aree dell'Europa centrale fino ai Monti Tatra.
- Larix sibirica Ledeb. – Il larice siberiano o russo, adattato a climi molto freddi; cresce nella parte occidentale della Siberia fino al fiume Enisej.
- Larix gmelinii (Rupr.) Kuzen. (syn. L. dahurica) – Siberia orientale; popola le foreste siberiane a est del fiume Enisej fino all'Oceano Pacifico.
- Larix kaempferi (Lamb.) Carr. (syn. L. leptolepis) - Larice giapponese.
- Larix × czekanowskii Szafer - Incerto. Di probabile origine ibrida ma attualmente accettato come specie a sé.

#### Specie Euroasiatiche meridionali con brattee lunghe
- Larix potaninii Batalin – Cina (Sichuan, Yunnan settentrionale).
- Larix mastersiana Rehder & E.H.Wilson – Cina occidentale.
- Larix griffithii Hook.f. (syn. L. griffithiana) – Il più meridionale dei larici, si trova in zone montuose dell'Himalaya.

I larici inoltre si ibridano facilmente tra loro e attualmente sono stati accettati e riconosciuti i seguenti ibridi:
- Larix × lubarskii Sukaczev
- Larix × maritima Sukaczev
- Larix × polonica Racib.

Un noto ibrido impiegato in selvicoltura è il larice di Dunkeld o Larix × marschlinsii  (sin.  L. × eurolepis ), sorto più o meno simultaneamente in Svizzera e Scozia quando individui intermedi tra L. decidua e L. kaempferi, contenenti le qualità di entrambi, furono notati a seguito dell’impiego delle due specie parentali in rimboschimenti promiscui. Quest’ibrido è stato largamente impiegato anche in Italia, sia sulle Alpi che in alcune zone dell'Appennino e delle Alpi Apuane. Larix x stenophylla Sukaczev è un altro probabile ibrido ancora tassonomicamente non definito.

## Usi
Il larice possiede un legno bicolore (rosa salmone o rossastro nel durame e bianco-giallastro nell'alburno) particolarmente resistente alle intemperie. Viene utilizzato soprattutto per uso strutturale, per mobili, manufatti e in edilizia per costruire i tetti delle case di montagna. Risulta anche un buon combustibile. 
Dalle radici si estrae il d-mannosio, un monosaccaride utilizzato in passato come rimedio naturale per combattere le cistiti da Escherichia coli, mentre dalla corteccia di larice occidentale si estraggono gli arabinogalattani, composti che hanno una funzione benefica sull'intestino e contro la tosse.

## Galleria d'immagini

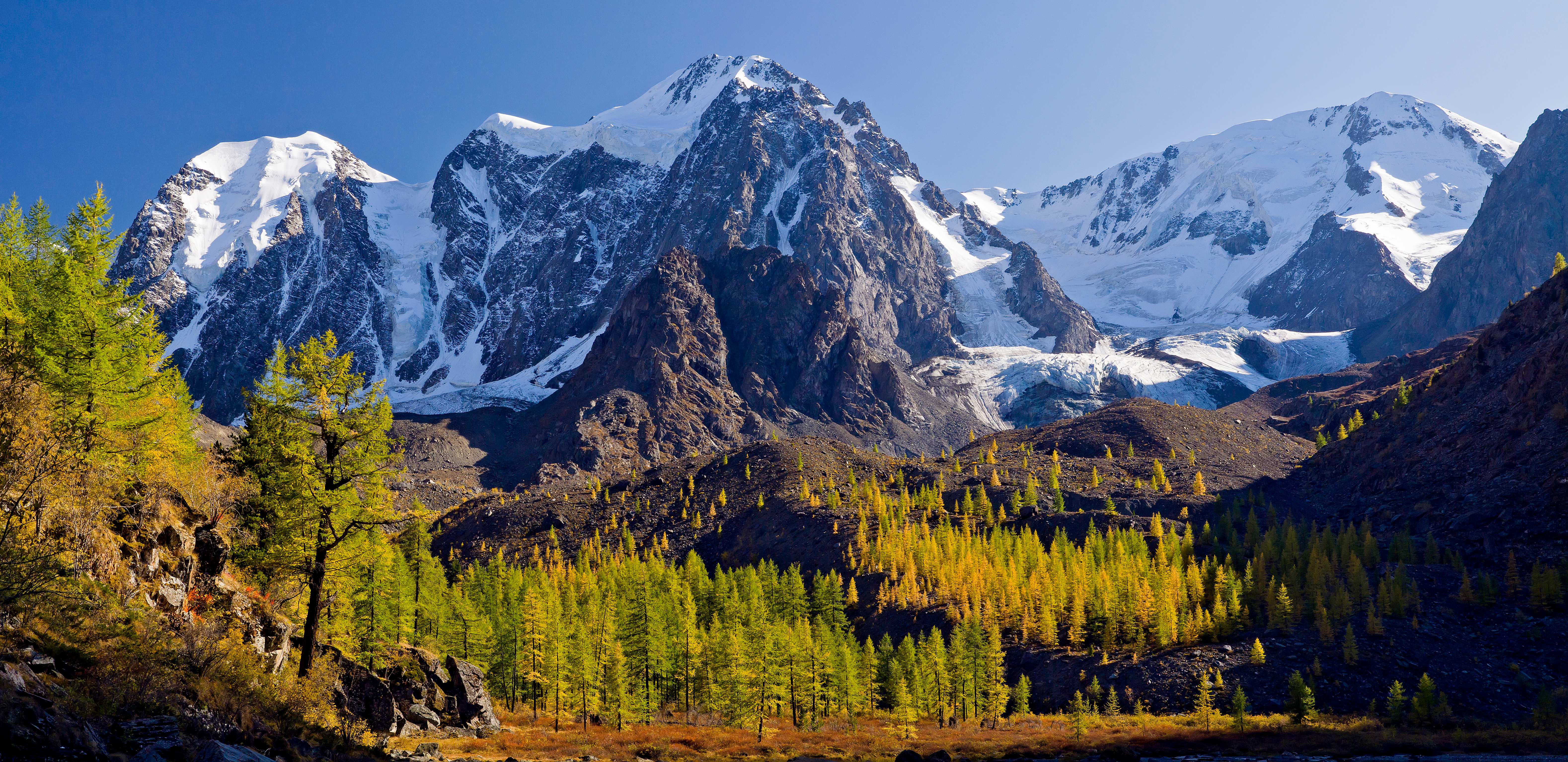
Larici siberiani in autunno
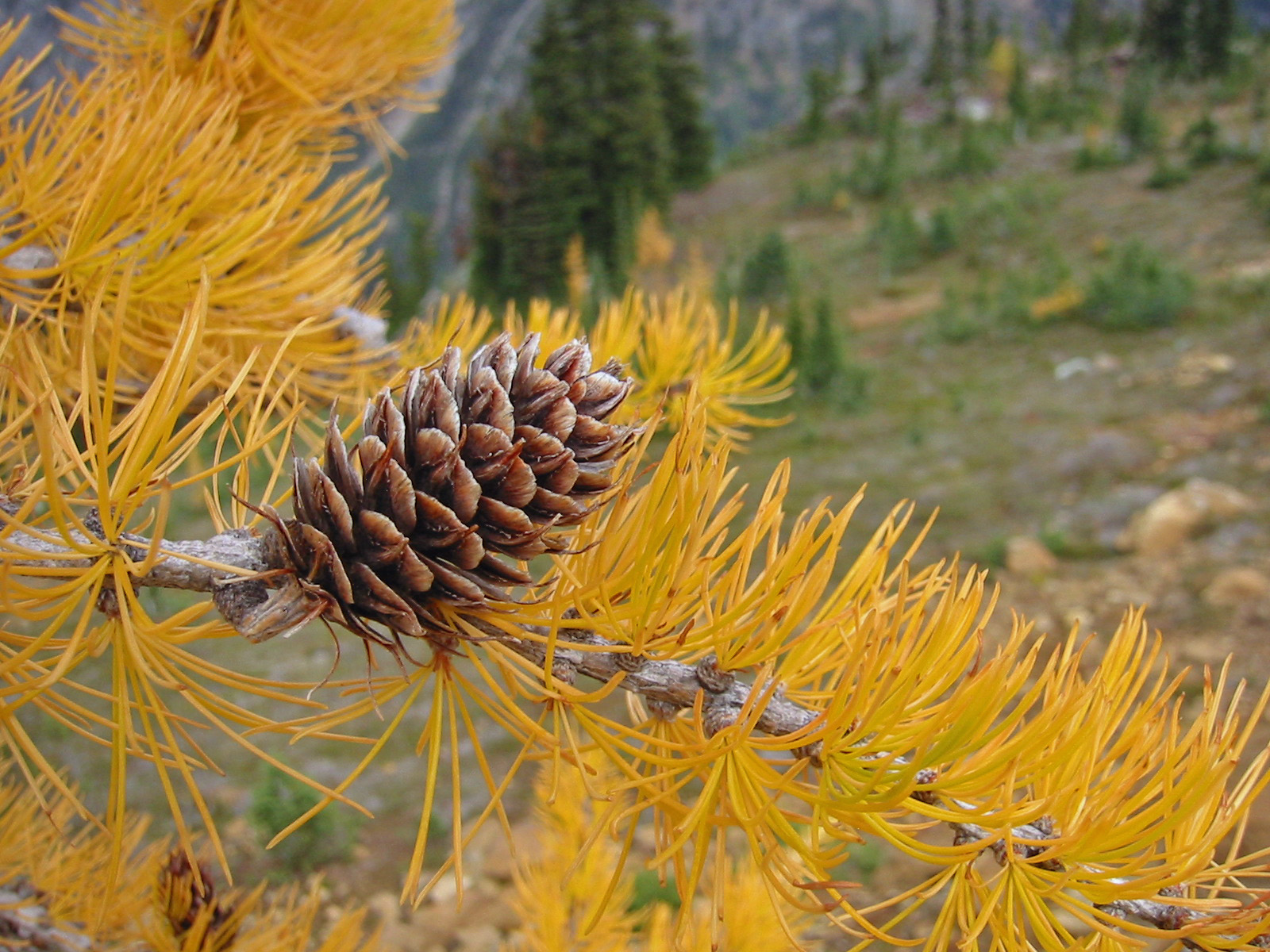
Strobili (macrosporofilli maturi) di larice subalpino
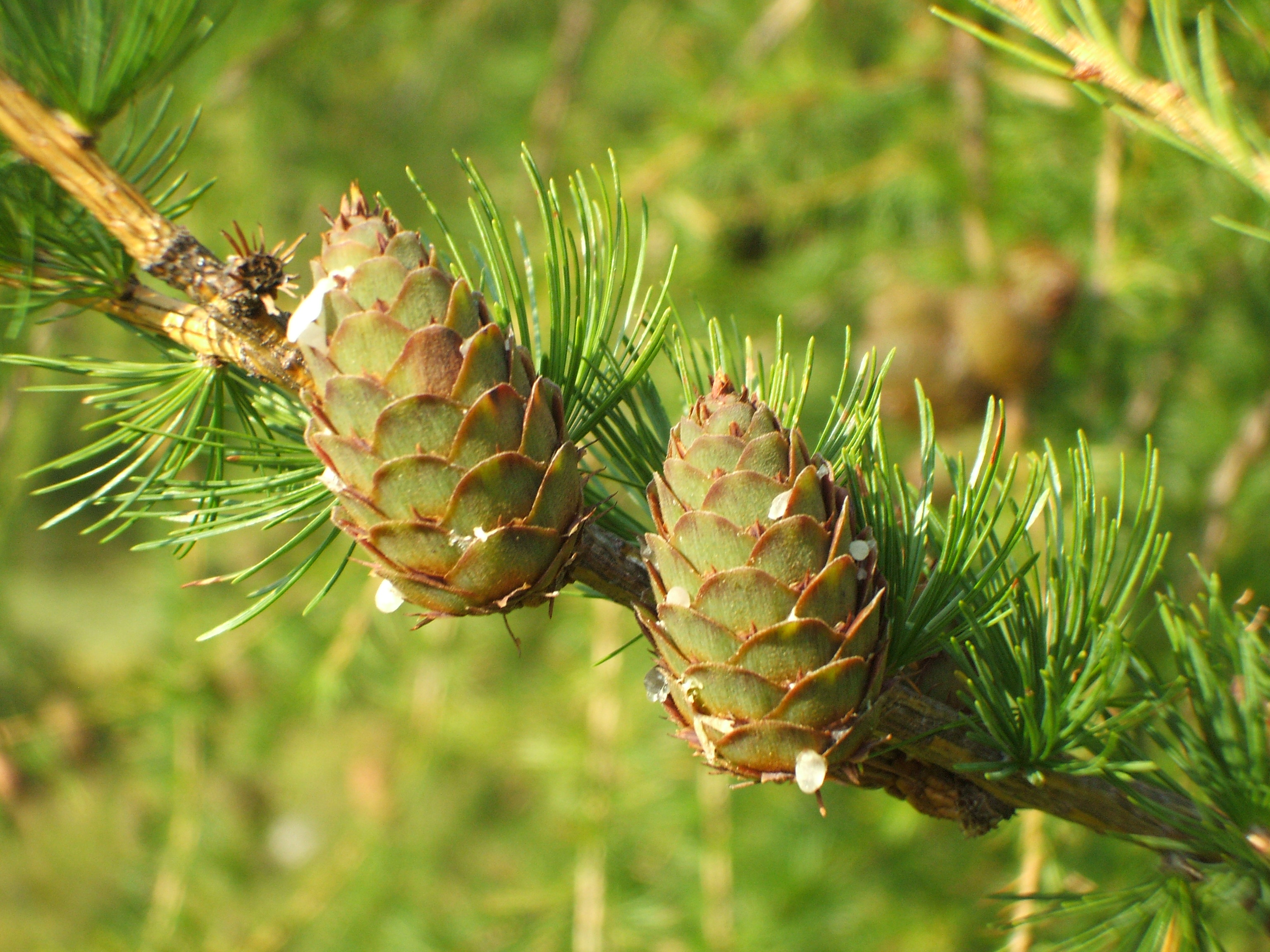
Strobili (macrosporofilli in maturazione) di Larix decidua
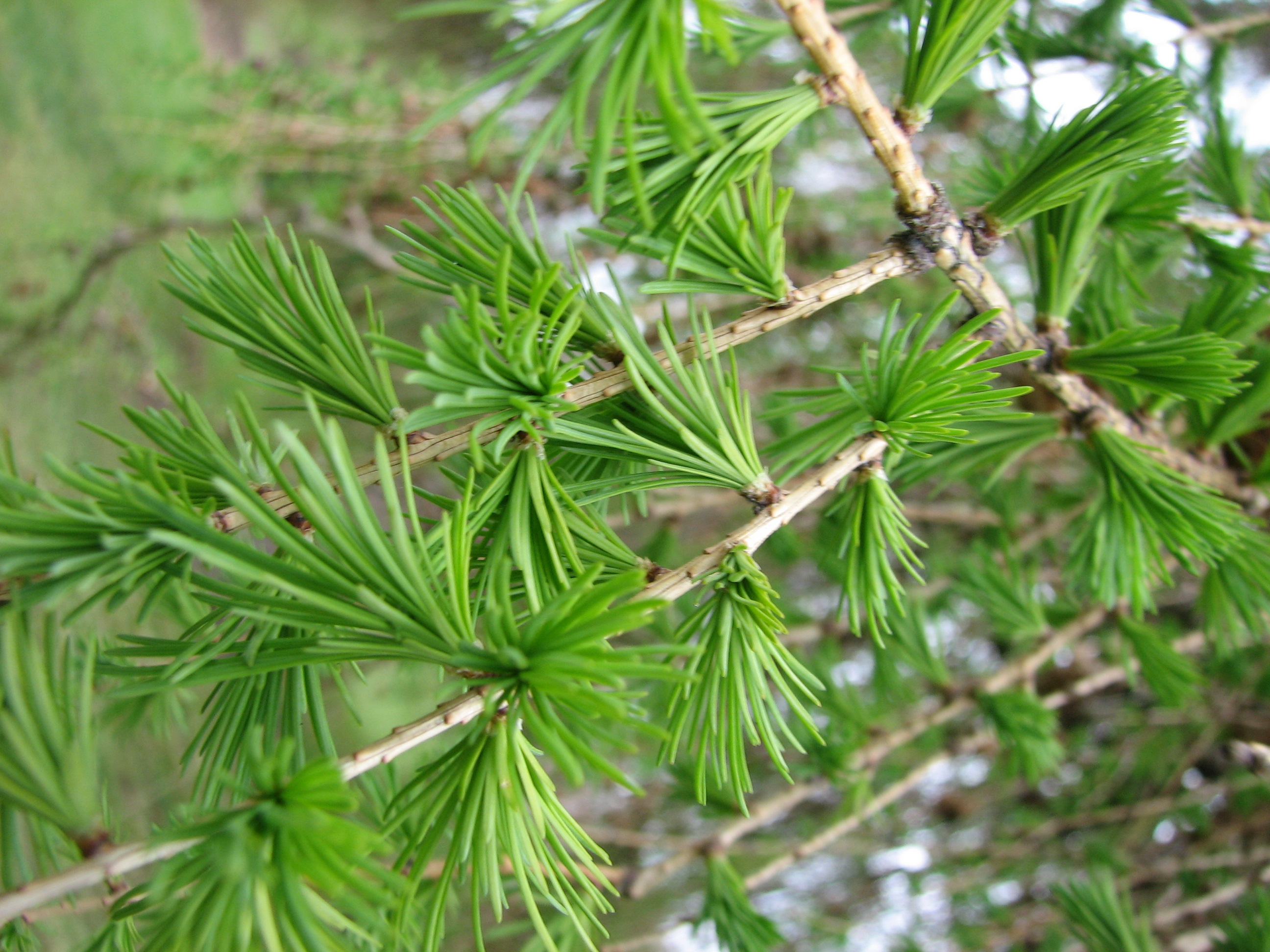
Aghi su brachiblasti (Larix decidua)